# ダグ・チャンドラー
ジョン・ダグラス・"ダグ"・チャンドラー（John Douglas "Doug" Chandler, 1965年9月27日 - ）はアメリカ合衆国カリフォルニア州サリナス出身のオートバイレーサーである。1980年代から1990年代にかけて活躍した多才なライダーとして知られており、AMA史上4人しかいないグランドスラム（マイル、ハーフマイル、ショートトラック、TTのダート4種目とロードレースの全てで優勝すること）を達成したライダーのひとりでもある。2006年にはAMAモーターサイクル殿堂入りを果たした。

## 略歴
モトクロスで成功を収めたチャンドラーは、その後に始めたオーバルのダートトラックレースでも頭角を現し、1983年にはAMAのルーキー・オブ・ザ・イヤーに輝いた。ロードレースにおける最初の勝利は1988年のミッド・オハイオ、プロ・ツインズクラスだった。1990年にはマジー・カワサキでAMAスーパーバイクのタイトルを獲得。同年にはスーパーバイク世界選手権にもスポット参戦し、ブレイナードと菅生のレースで勝利している。
1991年、チャンドラーはヨーロッパに渡ってロードレース世界選手権への参戦を開始した。この年はヤマハのサテライトチームから出場してランキング9位を得る。そして翌1992年、スズキのワークス・チームに加入したチャンドラーはいくつかのレースではチームメイトでスズキのエースであるケビン・シュワンツを上回る速さを見せ、シーズンランキング5位を獲得した。
1993年と1994年はイタリアのメーカーであるカジバからグランプリに参戦した。1993年の開幕戦オーストラリアGPで3位表彰台を獲得するという幸先の良いスタートを切ったチャンドラーだったが、チームのサポートは同じアメリカ人のチームメイトであるジョン・コシンスキーの方に集中しており、カジバでの2年間は思うような成績を残すことはできなかった。
1994年シーズン終了後にヨーロッパを離れ、翌年からはAMAスーパーバイク選手権に復帰。ハーレーダビッドソンのスーパーバイクマシン開発を担当した1995年は結果を出せなかったが、1996年に古巣のマジー・カワサキに戻ると2度目となるAMAスーパーバイクタイトルを獲得。翌1997年もAMAスーパーバイクチャンピオンとなり、フレッド・マーケル、レグ・プリッドモアに並ぶ3度目のタイトルを獲得した。1998年はスポット出場したスーパーバイク世界選手権ラグナ・セカラウンドで大きなクラッシュを演じたにもかかわらず、ベン・ボストロムに次ぐシーズンランキング2位となった。
2001年までカワサキで走ったチャンドラーは2002年にはドゥカティのマシンで戦った。ランキング8位となった2002年が、チャンドラーがシーズンを通してレースに出場した最後の年となった。しかし2003年にはこの年から始まったAMAスーパーモトにチャレンジし、持ち前の多才ぶりを発揮してこの新しいシリーズでも勝利を記録している。
引退後は、ライディングスクールで講師をしている。

## 主な戦績

### ロードレース世界選手権
- 凡例'
- ボールド体のレースはポールポジション、イタリック体のレースはファステストラップを記録。

| 年   | クラス | チーム                     | マシン   | 1      | 2      | 3      | 4      | 5      | 6     | 7     | 8      | 9      | 10      | 11     | 12     | 13     | 14     | 15     | ポイント | 順位 | 勝利数 |
| ---- | ------ | -------------------------- | -------- | ------ | ------ | ------ | ------ | ------ | ----- | ----- | ------ | ------ | ------- | ------ | ------ | ------ | ------ | ------ | -------- | ---- | ------ |
| 1991 | 500cc  | ドゥカドス・ヤマハ         | YZR500   | JPN 11 | AUS 12 | USA NC | SPA 10 | ITA 6  | GER 9 | AUT 7 | EUR 9  | NED 11 | FRA 6   | GBR NC | RSM 9  | CZE 10 | VDM 7  | MAL NC | 85       | 9位  | 0      |
| 1992 | 500cc  | ラッキーストライク・スズキ | RGV-Γ500 | JPN 2  | AUS 5  | MAL 5  | SPA 10 | ITA 4  | EUR 3 | GER 8 | NED NC | HUN 2  | FRA NC  | GBR NC | BRA 3  | RSA 4  |        |        | 94       | 5位  | 0      |
| 1993 | 500cc  | カジバ                     | GP500    | AUS 3  | MAL 9  | JPN 11 | SPA NC | AUT 8  | GER 6 | NED 4 | EUR NC | RSM -  | GBR DNS | CZE 9  | ITA 10 | USA NC | FIM 4  |        | 83       | 10位 | 0      |
| 1994 | 500cc  | カジバ                     | GP500    | AUS 9  | MAL 9  | JPN 10 | SPA 7  | AUT NC | GER 7 | NED 6 | ITA NC | FRA NC | GBR 5   | CZE NC | USA 5  | ARG 2  | EUR 10 |        | 96       | 9位  | 0      |

### 鈴鹿8時間耐久ロードレース
| 年   | 車番 | ペアライダー       | チーム                             | マシン           | 予選順位 | 決勝順位 | 周回数 |
| ---- | ---- | ------------------ | ---------------------------------- | ---------------- | -------- | -------- | ------ |
| 1988 | 53   | 中川勝也           | TAKADA RACING PROJECT              | ホンダ・VFR750   | 34       | 35       | 174    |
| 1990 | 18   | スコット・ラッセル | Shin-Etsu カワサキ                 | カワサキ・ZXR-7  | 17       | Ret      | 25     |
| 1991 | 31   | ケビン・マギー     | ネスカフェRTヤマハ                 | ヤマハ・YZF750   | 7        | 2        | 189    |
| 1992 | 43   | ケビン・シュワンツ | チーム・ラッキーストライク・スズキ | スズキ・GSX-R750 | 25       | Ret      | 50     |